# Senoculus canaliculatus
Espèce
Synonymes
- Senoculus valentinei Petrunkevitch, 1925

Senoculus canaliculatus est une espèce d'araignées aranéomorphes de la famille des Senoculidae.

## Distribution
Cette espèce se rencontre du Mexique au Panama.

## Description
Le mâle holotype mesure 8 mm.
La femelle décrite par Chickering en 1941 mesure 12,74 mm.

## Publication originale
- F. O. Pickard-Cambridge, 1902 : Arachnida - Araneida and Opiliones. Biologia Centrali-Americana, Zoology, London, vol. 2, p. 313-424 (texte intégral).